# Các hoang mạc lạnh giá của Turan
Các hoang mạc lạnh giá của Turan là di sản xuyên quốc gia ở khu vực lịch sử Turan thuộc ba quốc gia Kazakhstan, Turkmenistan, Uzbekistan được UNESCO công nhận là Di sản thế giới từ năm 2023. Nó trải dài từ Biển Caspi ở phía tây cho đến các dãy núi cao của Trung Á ở phía đông. Di sản này bao gồm 14 địa điểm riêng lẻ nằm trong các khu vực được bảo vệ.
Đặc trưng của khu vực này là sự biến động nhiệt độ khắc nghiệt, với mùa đông cực kỳ lạnh giá và mùa hè rất nóng. Sự biến động của gió, lượng mưa, mạch nước ngầm và nhiệt độ đã tạo ra nhiều loại hoang mạc khác nhau: từ các hoang mạc cát, đất sét, thạch cao và đá cũng như các chảo muối. Trong môi trường khắc nghiệt nhưng một hệ động thực vật đa dạng đã phát triển và thích nghi qua quá trình tiến hóa để thích ứng với điều kiện khí hậu. Các hoang mạc là nơi sinh trưởng của nhiều loài thực vật đặc hữu, nhiều loài côn trùng, bò sát, lưỡng cư và chim sinh sản. Chúng cũng là nơi dừng chân quan trọng của các loài chim di cư. Các hoang mạc của Turan cũng là nơi trú ẩn của các loài động vật có vú có nguy cơ tuyệt chủng như linh dương bướu giáp, linh dương Saiga và cừu núi Trung Á, báo tuyết, inh cẩu vằn, và kền kền Ai Cập. Các khu rừng cây Saxaul trong khu vực là nơi hấp thụ khí cacbonic quan trọng có ý nghĩa toàn cầu. Đây cũng là nơi diễn ra quá trình diễn thế sinh thái khi có hoang mạc trẻ nhất thế giới, sa mạc Aralkum xuất hiện từ năm 1960 trên khu vực đáy biển từng là biển Aral.

## Danh sách
Dưới đây là 14 phần tạo thành di sản thế giới Các hoang mạc lạnh giá của Turan:
Kazhakstan
- Đông Altyn-Emel, Vườn quốc gia Altyn-Emel
- Trung Altyn-Emel, Vườn quốc gia Altyn-Emel
- Tây Altyn-Emel, Vườn quốc gia Altyn-Emel
- Đảo Barsa-Kelmes, Khu bảo tồn thiên nhiên Barsa-Kelmes
- Đảo Kaskakulan, Khu bảo tồn thiên nhiên Barsa-Kelmes.

Turkmenistan
- Khu bảo tồn thiên nhiên Bereketli Garagum
- Khu bảo tồn thiên nhiên Gaplaňgyr
- Khu dự trữ sinh quyển Repetek, Đông Karakum
- Yeradzhi, Đông Karakum

Uzbekistan
- Saigachy, Bắc Ustyurt
- Saigachy-Beleuli, Bắc Ustyurt
- Saigachy-Duana, Bắc Ustyurt
- Saigachy-Zhideyli, Bắc Ustyurt
- Nam Ustyurt